# Karin Hils
Karin Pereira de Souza (Paracambi, 7 de fevereiro de 1979), mais conhecida pelo nome artístico de Karin Hils, é uma atriz e cantora brasileira.
Em 2002 venceu o talent show Popstars e passou a integrar o girl group brasileiro Rouge até 2006, com o qual lançou quatro álbuns de estúdio, Rouge (2002), C'est La Vie (2003), Blá Blá Blá (2004) e Mil e uma Noites (2005), vendendo ao todo 6 milhões de cópias e se tornando o grupo feminino mais bem sucedido do Brasil e um dos vinte que mais venderam no mundo.
Ganhou destaque como atriz ao estrelar diversos musicais no teatro, como Em 2009 Hairspray, Emoções Baratas, Alô, Dolly!, Xanadu e Mudança de Hábito, além de estrelar nos seriados Pé na Cova e Sexo e as Negas. Em 2016, retorna ao SBT para integrar o elenco da telenovela Carinha de Anjo, interpretando a noviça Fabiana. Entre 2017 e 2019 retornou temporariamente ao Rouge.

## Carreira

### 2002–06: Carreira com Rouge

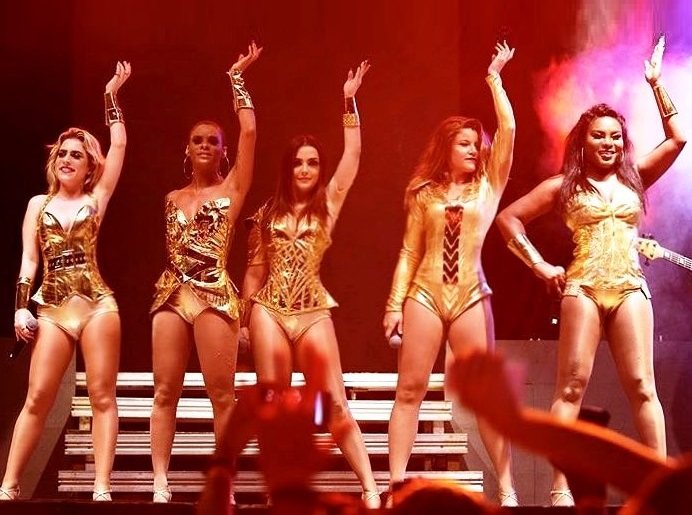
Hils se apresentando com o Rouge (2018)

Em 2002 Karin se inscreve para o reality show Popstars, junto com outras 30 mil candidatas. Após seis eliminatórias, Karin foi escolhida como uma das integrantes da girl band Rouge, junto com Luciana Andrade, Aline Wirley, Li Martins e Fantine Thó. O primeiro álbum de estúdio do grupo, Rouge (2002), vendeu mais de 2 milhões de cópias no Brasil. O sucesso do álbum foi impulsionado pelas canções "Não Dá pra Resistir", "Beijo Molhado" e, principalmente, "Ragatanga", este que ajudou a estabelecer o grupo como um fenômeno nacional, sendo denominado de "as Spice Girls brasileiras". Com o sucesso do álbum de estreia do grupo, ainda no mesmo ano foi lançado um álbum de remixes intitulado Rouge Remixes, visando o público da música eletrônica. O segundo álbum de estúdio, C'est La Vie (2003), vendeu aproximadamente 250 mil cópias, e produziu os hits "Brilha la Luna" e "Um Anjo Veio me Falar", porém marcou também o último trabalho com Luciana Andrade, que deixou o grupo no início de 2004.
Após a saída de Luciana, as quatro integrantes remanescentes prosseguiram e lançaram os álbuns Blá Blá Blá (2004) e Mil e uma Noites (2005). O grupo se separou definitivamente em junho de 2006, quando o contrato com a Sony Music expirou e não foi renovado. Ao longo de quatro anos, o grupo vendeu cerca de 6 milhões de discos, tornando-se o grupo feminino mais bem sucedido do Brasil e um dos vinte que mais venderam no mundo, e recebeu ao todo, dois discos de ouro, dois discos de platina, um disco de platina duplo e um disco de diamante pela ABPD.

### 2006–17: Carreira como atriz
Entre 2006 e 2008 Karin tentou apresentar para algumas gravadoras um projeto para um disco, não obtendo sucesso em conseguir um contrato. Em 2008 se tornou backing vocal do rapper Tulio Dek, gravando também os vocais de apoio em seu álbum O Que Se Leva da Vida É a Vida Que Se Leva. Em 2009 o produtor Rick Bonadio começou a trabalhar com ela em seu primeiro álbum, o qual seria lançado pela Midas Music e focado no R&B, trazendo ainda a participação de alguns rappers. O álbum acabou nunca sendo lançado e nenhuma faixa liberada, não dando motivos para o acontecido. No mesmo ano, focando na carreira de atriz, fez sua estreia no teatro no musical Hairspray, passando também em 2010 pela remontagem de Emoções Baratas. No mesmo ano ganhou destaque como a personagem Dionne em Hair. Após conhecer Miguel Falabella nos bastidores dos espetáculos, foi convidada por ele para integrar a telenovela Aquele Beijo, em 2011, fazendo sua estreia na televisão. Em 2012 foi a vez de dar vida à Ensemble, do musical Alô, Dolly! e, logo após, à Thalia do clássico Xanadu. Em 2013 passou a integrar o elenco do seriado Pé na Cova, da Rede Globo, interpretando Soninja nas três primeiras temporadas.
Em 2014 Karin deixou o elenco temporariamente para se dedicar a outro trabalho na emissora, sendo explicado no seriado que sua personagem havia entrado em uma clinica estética e desaparecido misteriosamente. O projeto em questão era Sexo e as Negas, inspirado na estadunidense Sex and the City, porém ambienta na periferia e exclusivamente com atrizes negras. Em 2015, após seis anos de carreira no teatro, enfim recebeu a chance de encarnar sua primeira protagonista, a personagem Deloris Van Cartier, de [Mudança de Hábito]], interpretada nos cinemas por Whoopi Goldberg e nos palcos americanos por Raven-Symoné.Neste espetáculo dividiu o palco com César Mello e Beto Sargentelli. Em 2016 retorna para a quinta temporada de Pé na Cova. Logo após assina contrato com o SBT para integrar a telenovela Carinha de Anjo, interpretando a Irmã Fabiana.

### 2017–19: Retorno ao Rouge
Em agosto de 2017, após comemorar 15 anos do grupo Rouge num post em seu Instagram oficial, rumores começaram a circular que as cantoras poderiam estar planejando um retorno com a formação original. No dia 13 de setembro do mesmo ano, foi anunciado que o grupo retornaria para comemoração dos 15 anos com inicialmente um show na festa Chá da Alice. Os ingressos para apresentação se esgotaram após três horas, e eventualmente mais três shows foram anunciados. No mês seguinte, foi decretado o retorno oficial do grupo, com anúncio de novas canções, um DVD, além de uma turnê para o ano de 2018. Em janeiro de 2018, o grupo deu início à turnê Rouge 15 Anos, além de ter lançado o novo single, "Bailando", que permaneceu em primeiro lugar por quatro dias no iTunes. Em outubro lança o EP 5, e em 24 de janeiro de 2019, o grupo anunciou por meio de suas páginas oficiais que entrariam em uma pausa por tempo indeterminado, mas que deixariam para os fãs o seu novo álbum de estúdio, Les 5inq, o quinto da carreira do grupo, lançado posteriormente em 1 de fevereiro. Além disso, para finalizar a segunda fase de trabalhos iniciada em 2017, elas lançaram o EP acústico Rouge Sessions - De Portas Abertas, que contou com vídeos para todas as músicas. Mesmo sem ter sido trabalhado pelas integrantes, o álbum Les 5inq ocupou o primeiro lugar em vendas no Itunes e a música Como Na Primeira Vez, ficou em terceiro lugar no Ranking iTunes Brasil nas primeiras semanas de seu lançamento.

### 2020–presente: música e continuação como atriz
Em 17 de Janeiro de 2020 estreia oficialmente sua carreira solo na música, com o lançamento de seu primeiro single, intitulado "Fogo", em parceria com Pablo Bispo, Ruxell e Sergio Santos, o trio de compositores e produtores que vem dando forma à boa parte do pop brasileiro do mainstream. Em 3 de abril lança seu segundo single, "Pra você ficar", que repete a parceria com o trio (com a adesão de Douglas Campos) e entra no clima do R&B, em atmosfera mais serena do que o anterior. Dando continuidade à proposta de mesclar pop e R&B, Hils em 15 de maio, libera seu terceiro single, intitulado "Nossa lei". Em junho de 2022, lançou o single Alô. Em 2022 retorna a televisão, interpretando a personagem Marion de Almeida na serie O Coro: Sucesso, Aqui Vou Eu. Em 2023 integra o elenco da novela A Infância de Romeu e Julieta do SBT. No teatro, participou dos musicais Donna Summer entre 2020 e 2022, e Alcione em 2023.

## Vida pessoal
Em 2003, em uma entrevista à Sabrina Parlatore, na Band, Hils citou Stevie Wonder como sua maior influência musical. Em 2021 a cantora assumiu ser bissexual.

## Teatro
| Ano     | Título               | Personagem          |
| ------- | -------------------- | ------------------- |
| 2009    | Hairspray            | Dinamite 3          |
| 2010    | Emoções Baratas      | Cici                |
| 2010–11 | Hair                 | Dionne              |
| 2012–13 | Xanadu               | Thalia              |
| 2013    | Alô, Dolly!          | Anne                |
| 2015–16 | Mudança de Hábito    | Deloris Van Cartier |
| 2019    | A Mentira            | Laura               |
| 2020–22 | Donna Summer Musical | Donna Summer        |
| 2023    | Marrom, O Musical    | Alcione             |
| 2025    | Wicked               | Madame Morrible     |

## Filmografia

### Televisão
| Ano     | Título                        | Personagem                  | Notas                   |
| ------- | ----------------------------- | --------------------------- | ----------------------- |
| 2002    | Popstars                      | Participante                | Temporada 1             |
| 2002    | Rouge: A História             | Apresentadora               |                         |
| 2003    | Romeu e Julieta               | Amiga de Julieta            | Especial de fim de ano  |
| 2005    | Floribella                    | Ela mesma                   | Episódio: "14 de julho" |
| 2011    | Aquele Beijo                  | Bernadete do Amaral         |                         |
| 2013–16 | Pé na Cova                    | Soninja Torres Sampaio      |                         |
| 2014    | Sexo e as Negas               | Zulma dos Santos            |                         |
| 2016–18 | Carinha de Anjo               | Irmã Fabiana Canto Teixeira |                         |
| 2018    | Que Marravilha!               | Participante                | Temporada 21            |
| 2021    | Drag Me as a Queen            | Participante                | Episódio: "Karin Hils"  |
| 2022    | O Coro: Sucesso, Aqui Vou Eu  | Marion de Almeida           |                         |
| 2023–24 | A Infância de Romeu e Julieta | Glaucia Monteiro            |                         |
| 2023    | Marcelo Marmelo Martelo       | Cristina                    |                         |
| 2023    | Cantando em Família           | Jurada                      |                         |

### Cinema
| Ano  | Título                            | Personagem |
| ---- | --------------------------------- | ---------- |
| 2003 | Xuxa Abracadabra                  | Ela mesma  |
| 2005 | Eliana em o Segredo dos Golfinhos | Ela mesma  |

## Discografia

### Singles
| Canção            | Ano  | Álbum                     |
| ----------------- | ---- | ------------------------- |
| "Fogo"            | 2020 | Adicionado à nenhum álbum |
| "Pra Você Ficar"  | 2020 | Adicionado à nenhum álbum |
| "Nossa Lei"       | 2020 | Adicionado à nenhum álbum |
| "Sente a Pressão" | 2021 | Adicionado à nenhum álbum |
| "Alô"             | 2022 | Adicionado à nenhum álbum |

### Outras aparições
| Canção                                | Ano  | Outro(s) artista(s)                    | Álbum                                      |
| ------------------------------------- | ---- | -------------------------------------- | ------------------------------------------ |
| "Crise de Existência" (backing vocal) | 2005 | CPM 22                                 | Felicidade Instantânea                     |
| "Bonde do Funk Axé"                   | 2007 | Maíra Charken                          | Dance Dance Dance                          |
| "Nossa Festa Começou"                 | 2007 | Suave, Endrigo Baggio e Michel Martins | Dance Dance Dance                          |
| "Só Eu e Você"                        | 2008 | Túlio Dek                              | O Que Se Leva da Vida É a Vida Que Se Leva |
| "Cartas pra Você" (backing vocal)     | 2009 | NX Zero                                | Agora                                      |
| "Última Missão"                       | 2013 | Edi Rock e Nego Jam                    | Contra Nós Ninguém Será                    |

## Prêmios e indicações
| Ano  | Prêmio                           | Categoria                    | Indicação            | Resultado |
| ---- | -------------------------------- | ---------------------------- | -------------------- | --------- |
| 2011 | Prêmio Cenym de Teatro           | Melhor Elenco                | Hair                 | Indicada  |
| 2015 | Prêmio Arte Qualidade Brasil     | Melhor Atriz Teatral Musical | Mudança de Hábito    | Indicada  |
| 2021 | Poc Awards                       | Poc do Ano                   | Karin Hils           | Indicada  |
| 2021 | Prêmio Arcanjo de Cultura        | Teatro                       | Donna Summer Musical | Indicada  |
| 2022 | Prêmio Destaque Imprensa Digital | Destaque Atriz               | Donna Summer Musical | Pendente  |
| 2022 | Prêmio Bibi Ferreira             | Melhor Atriz em Musicais     | Donna Summer Musical | Indicada  |